# Paullinia ternata
Paullinia ternata är en kinesträdsväxtart som beskrevs av L. Radlk.. Paullinia ternata ingår i släktet Paullinia och familjen kinesträdsväxter. Inga underarter finns listade i Catalogue of Life.